# Jaera extensa
Jaera extensa är en fjärilsart som beskrevs av Percy I. Lathy 1932. Jaera extensa ingår i släktet Jaera och familjen juvelvingar. Inga underarter finns listade i Catalogue of Life.